# Sunrise on the Reaping
Sunrise on the Reaping (bra: Amanhecer na Colheita; prt: Amanhecer na Ceifa) é um livro de distopia de 2025 escrito pela escritora estadunidense Suzanne Collins e a segunda prequela da trilogia original The Hunger Games, seguindo A Cantiga dos Pássaros e das Serpentes (2020). 
Ambientado 24 anos antes dos eventos de Jogos Vorazes, a narrativa mergulha em temas de manipulação política, o poder da propaganda e as complexidades do controle social sob um regime totalitário e centra-se nos 50º Jogos Vorazes, nos quais Haymitch Abernathy competiu. Foi lançado em 18 de março de 2025 pela Scholastic.
Uma adaptação cinematográfica foi anunciada para entrar em produção em 6 de junho de 2024 e está prevista para ser lançada pela Lionsgate em 20 de novembro de 2026.

## Inspiração e origem
A inspiração de Collins foi um livro do filósofo escocês David Hume, especificamente suas ideias de submissão implícita e "a facilidade com que muitos são governados por poucos".
As questões em torno do uso da propaganda e do poder das narrativas da mídia também inspiraram Collins a explorar o conceito do que é ‘real ou não real?’ no livro.

## Enredo
Haymitch Abernathy, de 16 anos, mora no Distrito 12 com sua mãe e seu irmão mais novo. A tentativa de fuga de um tributo se torna fatal durante a colheita para o Segundo Massacre Quaternário, onde todos os distritos devem produzir o dobro de tributos — dois meninos e duas meninas. Em uma manobra de encobrimento, autoridades da Capital, a acompanhante Drusilla Sickle e o cinegrafista Plutarch Heavensbee, nomeiam Haymitch como substituto, reencenando a colheita. Seus companheiros tributos do Distrito 12 incluem Wyatt Callow, Louella McCoy e Maysilee Donner.
Ao chegarem na Capital, os tributos são considerados "azarões". Durante o Desfile de Tributos, um acidente com uma carruagem puxada por cavalos mata Louella. Após o Desfile de Tributos, Haymitch é levado ao salão Heavensbee, onde o Presidente Snow o aguarda. Após conversar com Haymitch, Snow grita para uma pessoa desconhecida: "O pique-esconde acabou, pode se juntar a nós agora!" Essa pessoa é uma dublê drogada de Louella McCoy, que mais tarde recebeu o nome de "Lou Lou". Sem vencedores locais sobreviventes, os tributos recebem mentores de Jogos anteriores, Wiress do Distrito 3, a vencedora dos 49º Jogos Vorazes e Mags do Distrito 4, vencedora dos 11º Jogos Vorazes. Haymitch adota uma personalidade desafiadora de "malandro" em entrevistas televisionadas para atrair patrocinadores, apesar de uma pontuação desastrosamente baixa.
Durante o treinamento, Beetee, um ex-vencedor cujo filho Ampert foi sorteado para os Jogos Vorazes como punição pela atividade rebelde de Beetee, recruta Haymitch para um plano secreto de sabotar a arena. Com o apoio de Plutarch e antes do início dos Jogos, Haymitch compartilha uma despedida com sua namorada, ao concordar em detonar explosivos no tanque de água subterrâneo para inundar o sistema.
Quando os Jogos começam em uma arena repleta de perigos venenosos, Haymitch abandona sua aliança com a maioria dos distritos não-carreiristas (chamados de Novatos) para executar seu plano. Brevemente acompanhado por Lou Lou, que logo morre devido a pólen tóxico. Posteriormente, ele se une a Ampert para desencadear uma explosão nos canais que liberam criaturas geneticamente modificadas, os "bestantes". Embora a inundação resultante não consiga desativar completamente a arena, e os bestantes matem Ampert, Haymitch ganha uma vantagem temporária. Mais tarde, em meio a conflitos com a aliança dos Carreiristas, Maysilee o salva com um dardo venenoso, renovando sua parceria.
Determinado a encontrar outra maneira de destruir a arena, Haymitch convence Maysilee a explorar o perímetro. Eles encontram os Carreiristas e um trio de Idealizadores dos Jogos, Maysilee e uma Carreirista chamada Maritte eliminam os Idealizadores dos Jogos antes de se separarem. Eles descobrem um gerador de energia protegido por um campo de força na borda da arena. Ao se separarem, Maysilee e Maritte são mortas por bestantes enviados para puni-las por matarem os Idealizadores dos Jogos. Haymitch procura a última Novata restante, Wellie. Após um breve reencontro, ele a deixa sozinha para procurar lenha, mas retorna apenas para encontrá-la morta por Silka, uma dos tributos do Distrito 1 e última Carreirista restante. Em um confronto final perto de um penhasco, Silka é inadvertidamente morta por sua arma ricocheteando no campo de força. Ao mesmo tempo, Haymitch, gravemente ferido, fica inconsciente após tentar detonar um último explosivo contra o campo de força.
Haymitch acorda na Capital e é forçado a comparecer a uma série de eventos públicos, percebendo gradualmente que a versão televisionada dos Jogos foi fortemente editada para apagar sinais de rebelião. Ao retornar ao Distrito 12, ele encontra sua casa incendiada, com sua mãe e seu irmão mortos. Um reencontro com sua namorada se torna trágico quando ela, sem saber, consome uma jujuba envenenada, um ato orquestrado pelo Presidente Snow. Ela morre em seus braços após insistir para que ele impeça outro "amanhecer na colheita".
Assombrado pela perda, Haymitch se isola na Vila dos Vitoriosos, distanciando-se de antigos amigos por medo de sua segurança. No entanto, durante a Turnê dos Vitoriosos, o incentivo de Plutarch o estimula a continuar lutando. No epílogo, ambientado após a série original, Haymitch se abre com Katniss e Peeta sobre seu passado, encontrando consolo em cuidar de ovos de ganso presenteados em memória de Lenore Dove.

## Personagens
- Haymitch Abernathy – O protagonista do livro e o segundo tributo masculino do Distrito 12.
- Maysilee Donner – Tributo feminina do Distrito 12. Ela é a dona original do broche do tordo, que é dado à Katniss Everdeen em Jogos Vorazes.
- Louella McCoy – Tributo feminina do Distrito 12. Ela foi morta durante o Desfile de Tributo e substituída por uma dublê, Lou Lou, pela Capital.
- Wyatt Callow – Primeiro tributo masculino do Distrito 12 para os 50os Jogos. Apostador com histórico familiar de apostas nos tributos.
- Sid Abernathy – Irmão mais novo de Haymitch.
- Willamae Abernathy - Mãe de Haymitch.
- Lenore Dove Baird – Namorada de Haymitch, parte do Bando que faz apresentações musicais no Distrito 12.
- Coriolanus Snow – Presidente de Panem.
- Drusilla Sickle – Acompanhante da Capital para os tributos do Distrito 12.
- Plutarch Heavensbee – Cinegrafista da Capital designado para os tributos do Distrito 12.
- Wiress – Vencedora dos 49os Jogos Vorazes. Mentora dos tributos do Distrito 12 durante o Segundo Massacre Quaternário.
- Mags Flanagan – Vencedora dos 11os Jogos Vorazes. Mentora dos tributos do Distrito 12 durante o Segundo Massacre Quaternário.
- Beetee Latier – Vencedor dos 34os Jogos Vorazes. Mentor dos tributos do Distrito 3 durante o Segundo Massacre Quaternário.
- Ampert Latier – Tributo masculino do Distrito 3. Ele é filho de Beetee e faz parte da aliança dos Novatos.
- Vitus – Estilista dos tributos do Distrito 12 durante o Segundo Massacre Quaternário.
- Magno Stift – Estilista dos tributos do Distrito 12 durante o Segundo Massacre Quaternário.
- Proserpina Trinket – Uma estudante designada para a equipe de preparação dos tributos do Distrito 12 durante o Segundo Massacre Quaternário.
- Effie Trinket – A irmã mais velha de Proserpina que surge para ajudar a vestir os tributos. Ao fim do livro substitui Drusilla como acompanhante do Distrito 12.
- Clerk Carmine – Tio de Lenore Dove, toca o bandolim.
- Tam Amber – Tio de Lenore Dove, toca o violino e é exímio ferreiro.
- Asterid March - Uma amiga de Maysilee que trabalha na farmácia e é especializada em ervas e curativos.
- Burdock Everdeen - Um amigo de Haymitch, exímio caçador. Apaixonado por Asterid, mais tarde se casaria com ela e teria as filhas Katniss e Primrose.

## Publicação
Amanhecer na Colheita foi lançado em 18 de março de 2025
Também foi publicado como audiolivro no mesmo dia.
Amanhecer na Colheita vendeu mais de 1,5 milhão de cópias em todo o mundo na primeira semana, marcando a maior estreia de qualquer título da série. Só nos EUA, o livro vendeu 1,2 milhão de cópias, mais que o dobro das vendas iniciais de A Cantiga dos Pássaros e das Serpentes e mais de três vezes as de A Esperança.

## Links externos
- The U.S. Scholastic Website